# Глубокое обучение (Южный Парк)
«Глубокое обучение» (англ. Deep Learning) — четвёртый эпизод двадцать шестого сезона американского мультсериала «Южный Парк». Премьера эпизода состоялась на Comedy Central в США 8 марта 2023 года. Эпизод, который пародирует использование чатбота с искусственным интеллектом ChatGPT (который указан как один из авторов сценария эпизода) для текстовых сообщений, посвящён четверокласснику Стэну Маршу, который начинает полагаться на программу для написания школьных сочинений и любовных сообщений своей девушке Венди Тестабургер, в ходе использования ChatGPT он вступил в конфликт с ней, своими одноклассниками и администрацией школы. Как машинное обучение, так и входящее в название эпизода глубокое обучение являются методами искусственного интеллекта.

## Сюжет
Когда четвероклассница Биби Стивенс восхищается любовными сообщениями, которые ей пишет Клайд Донован, её одноклассница Венди Тестабургер жалуется своему парню Стэну Маршу на то, что он отвечает на её сообщения только смайликом большого пальца вверх. Клайд рассказывает Стэну о ChatGPT — приложении с искусственным интеллектом, которое он использует для написания сочинений, но предупреждает его, что не нужно рассказывать об этом никому больше. Стэн начинает использовать приложение для написания сообщений Венди, занимаясь в это время другими делами. Венди радуется более эмоциональным сообщениям от Стэна, хотя он не может правдиво ответить на её вопросы о них.
Стэн и Клайд также используют приложение для написания школьных сочинений, как и их одноклассники Эрик Картман и Баттерс Стотч. Картман жалуется, что если об этом узнаёт больше учеников, то они потеряют своё преимущество, а их учитель, Мистер Гаррисон, узнаёт, что они жульничали. В то же время Гаррисон жалуется своему партнёру Рику, что теперь ему приходится работать усерднее, чтобы проверять сочинения своих учеников. Рик рекомендует ему использовать ChatGPT, но вместо того, чтобы понять, что ученики использовали его для написания эссе, Гаррисон решает, что может использовать его как инструмент для оценки работ. Он благодарит Рика за поддержку в ответ на его сообщения.
Школьный консультант Мистер Маки сообщает классу Стэна, что один из учеников использовал технологию OpenAI для выполнения домашней работы. Администрация использует детектор искусственного интеллекта Shadowbane, чтобы проверить работы учеников школы и выявить нарушителей. Стэн и Гаррисон признаются друг другу, что использовали ChatGPT для помощи в написании, но когда Гаррисон понимает, что его можно использовать для текстовых сообщений, он приходит в ярость, осознав, что Рик использовал ChatGPT для сообщений ему самому. Техник сообщает, что Shadowbane обнаружил чат-бота, пишущего в мобильном телефоне Венди, хотя она отрицает факт его использования. Стэн, беспокоясь, что он не может придумать выход из сложившейся ситуации, поручает ChatGPT написать историю, в которой всё разрешается и его все прощают. Эпизод заканчивается историей, которую создал ChatGPT, в которой Венди арестовывают, а Стэн произносит речь о том, что людей нельзя винить в использовании ИИ, а вместо этого они должны винить технологические компании, пытающиеся получить от этого прибыль. Стэн заявляет, что иногда большой палец вверх от человека лучше, чем сгенерированная машиной ложь, но когда Клайд спрашивает Стэна, как ему это удалось, Стэн просто отвечает: «ChatGPT, чувак».
В заключительных титрах авторами сценария указаны Трей Паркер и ChatGPT.

## Отзывы
Джон Шварц из Bubbleblabber оценил эпизод на 7,5 баллов из 10, заявив в своём обзоре: «Однажды мы оглянемся на этот эпизод, как мы делаем, когда думаем о множестве шимпанзе, которых отправили в открытый космос, испытывая возможности космических полётов, и поразимся тому, насколько далеко мы продвинулись в производстве шоу-бизнеса в формате web3. В эпизоде этой недели гениальность Трея Паркера по-прежнему очевидна, а всего через несколько сезонов она нам, возможно, даже не понадобится».
Макс Ночерино из The Future of the Force поставил эпизоду оценку B+, признав, что, хотя эпизод «блестящий», шоу не было таким «истерически смешным, как раньше», и заявил, что этот эпизод подтверждает данную тенденцию. Ночерино написал: «Сериал больше не надрывает мне животик. Возможно, как и всё остальное, ничто не длится вечно. Тем не менее я продолжу смотреть сериал и отдам этому эпизоду должное за понимание палки о двух концах, которой является ChatGPT. Одной из сильных сторон „Южного Парка“ является то, что он держит руку на пульсе текущих событий. И знает, как разорвать их в клочья».
Кэтал Ганнинг из Screen Rant написал, что в соответствии со склонностью «Южного Парка» к самоиронии, концовка была «намеренно слишком аккуратной, а сцена завершила историю слишком гладко», но тем не менее эффективной и умной. В частности, Ганнинг заявил: «Когда Стэн использовал ChatGPT, чтобы закончить историю эпизода, получившаяся сцена звучала очень знакомой, поскольку сцена, которая предположительно была написана ИИ, выглядела как ленивый эпизод „Южного Парка“. От оскорблений Картмана до страстной заключительной речи Стэна и давно забытой коронной фразы Мистера Маки, финальные сцены „Глубокого обучения“ опирались на клише, от которых зрителей „Южного Парка“ уже тошнит».